# 廖本全

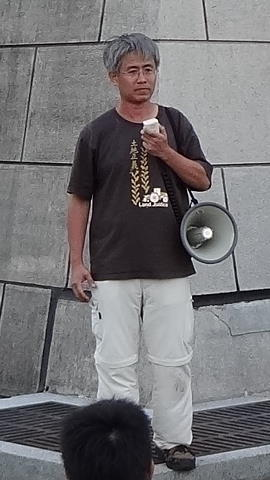
廖本全

廖本全（1966年—），臺灣學者與社會運動人士、曾任綠黨第十七屆中央執行委員，現為國立臺北大學公共事務學院不動產與城鄉環境學系副教授、地球公民基金會董事長、台灣農村陣線理事、長期為弱勢團體與社會正義發聲，關注國土規劃、土地政策、環境保護、農村等議題。他是國立中興大學法商學院都市計劃研究所碩士（1993）、國立臺北大學都市與區域規畫博士（2004），其教學研究專長為聚落、鄉土空間分析與文化研究；都市、區域、國土政策與理論；土地政策與土地倫理；臺灣環境議題等。
廖本全於2014年中華民國地方公職人員選舉前的11月28日凌晨寫了篇文章，內容提及「民主選舉是對未來與夢想的選擇」「政治是公民的公共事務，不是私民的權力（利）爭鬥。」並提醒大家「政治是讓生活、讓社會、讓未來走向善」以為綠黨助選。之後在學校因太過勞累、心肌梗塞昏迷而被同事緊急送醫，開刀移除血栓，已於12月1日恢復意識。綠黨則於創黨18年後首度贏得兩席市議員。

## 參與公民與社會運動

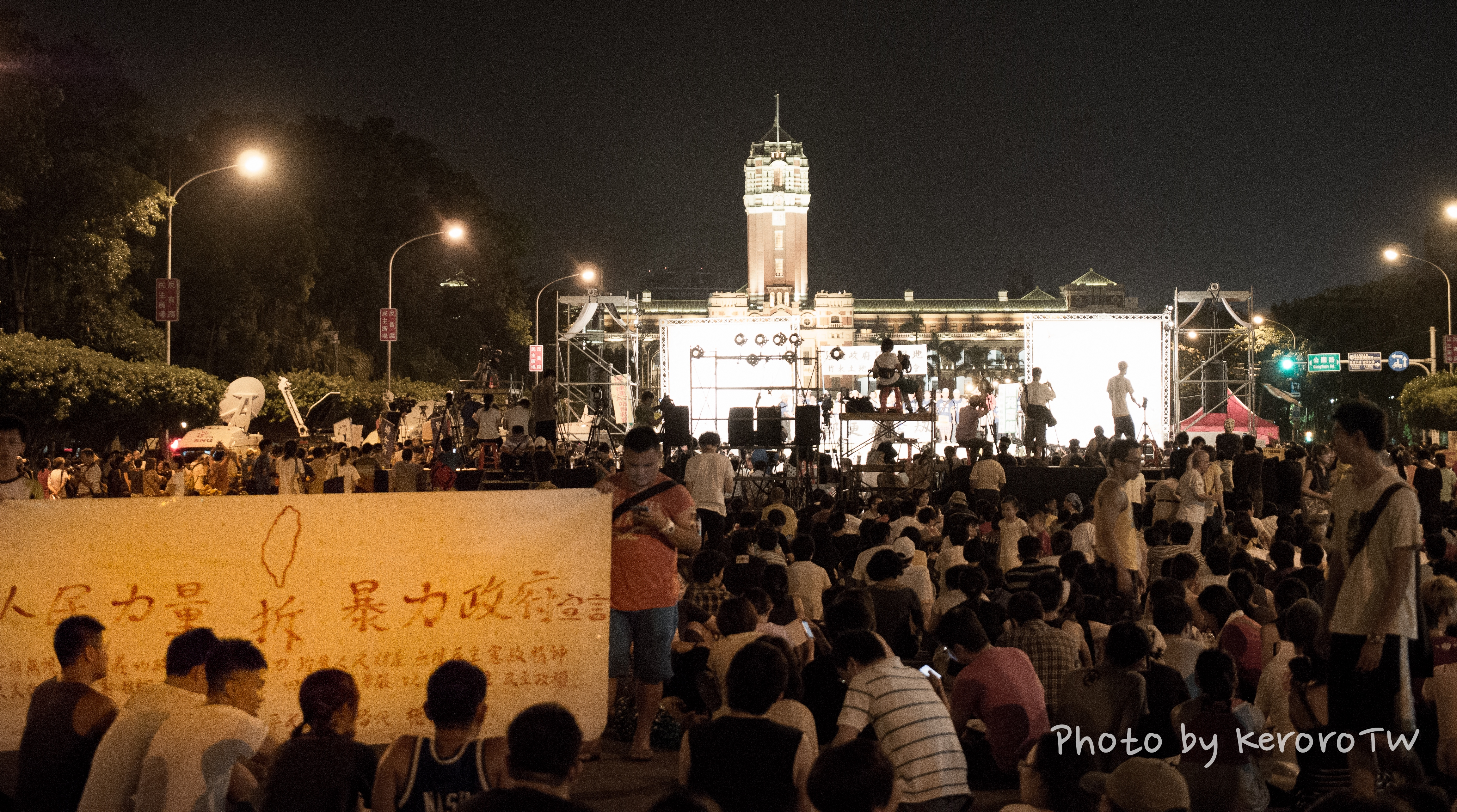
人民力量拆政府

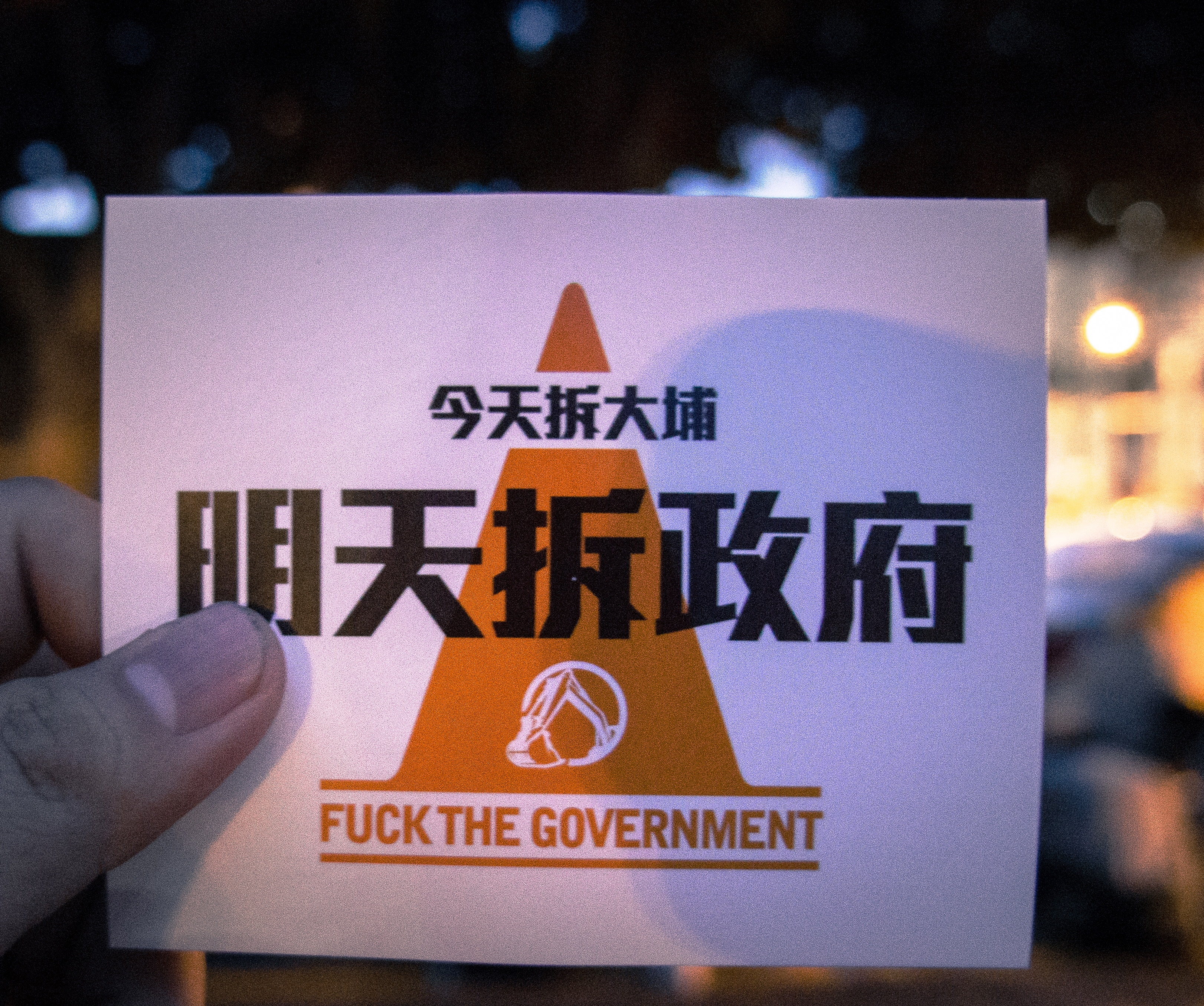
大埔事件精神標語

廖本全於1997年參加前靜宜大學教授陳玉峰舉辦的「環境佈道師」活動，研究所畢業後曾到內政部營建署工作一年，因為不想再過朝九晚五的公務員生活，回到學校當助教。廖本全說「我拿到博士學位是這樣想的，從此之後要用最自由、自在、自己的方式做我該做的事，不受任何限制，沒有任何人可以限制我了。」他說：「我覺得可以一路念書拿到碩士、博士學位，不是我們厲害，是這個社會裏很多人、土地、甚至冥冥之中的神在成就你，你從小到大求學，這個社會投注多少資源在你身上，然後你遇到多少提攜、推你一把的人，更重要的，台灣的農民用多少心血種出作物提供你衣食無虞，讓你成為今天的樣子。我們的成就其實是天地人神成就的，所以當你有成就的時候，怎麼可以再利用你的成就繼續成就自己呢？而是應該好好利用你的成就，回過頭來成就社會、成就土地，這才是教育的終極價值。」
廖本全總是白或灰的t-shirt、卡吉褲，綠色背包，生活簡僕到天天記帳。2010年暑假，他太太跟他說：「你今年暑假兩天」，因為其他的時間，他都是去聲援搶救白海豚、或是去環評會或區委會或行政院或監察院，抗議政府的不公不義。2011年12月，廖本全因「中科、國光石化、土地徵收、國土規畫、蘇花高等重大環境運動無役不與，他的專業與真摯讓許多年輕人站出來，讓學術充滿了生命力」而獲選為臺灣「2011社運風雲人物」六位入圍者之一。

### 台灣農村陣線
2008年12月18日，於立法院經濟委員會一讀《農村再生條例》之際，與作家吳音寧、農家子弟白米炸彈客楊儒門、教授徐世榮、林朝成、及立委林淑芬等，召開「農村再生條例 滅農三部曲」記者會。2009年2月，串連關心《農村再生條例》的各界工作者成立台灣農村陣線。
2011年7月13日，行政院長吳敦義會見台灣農村陣線代表討論協商《土地徵收條例》尚未修訂之問題後，與會的廖本全指吳敦義在協調過程中曾低喃五次粗話「媽的」。
廖本全在公民1985行動聯盟於2013年10月10日所號召的「天下為『公』，公民覺醒、護憲行動」上代表台灣農村陣線抨擊，缺乏公益、必要性的浮濫徵收土地，早已淪為政黨炒作土地、選舉固樁之用。

### 大埔事件
2010年6月9日，苗栗縣政府於凌晨時分以二十台怪手摧毀大埔良田，是為大埔事件。2012年7月17日的「台灣人民挺農村 717凱道守夜行動」讓大埔事件登上各報頭版。2013年7月，苗栗縣長劉政鴻趁民眾北上陳情之際強拆大埔拒遷戶。2013年8月18日，台灣農村陣線發起「大埔強拆民宅事件滿月重返凱道」行動，超過兩萬民眾走上總統府前凱達格蘭大道，提出「道歉賠償、地歸原主、徹查弊案、立即修法」等訴求。2013年8月18日「八一八把國家還給人民」晚會結束後，約兩千人佔領內政部，和平靜坐，籲內政部及行政院承諾再修《土地徵收條例》，強制拆除政府帶頭炒地皮的惡法。
廖本全表示：長久以來，台灣社會盛行以都市發展與園區開發之名行浮濫圈地炒地之實，迫使許多被徵收者流離失所，直至大埔事件讓社會覺醒，促成公民集體捍衛《中華民國憲法》保障的基本人權，凡是超過「所需」的使用就是剝削；大埔最後4戶是弱勢中的弱勢，從未答應要玩這場不正當的遊戲，當然不能用遊戲規則中的公平來犧牲他們的基本人權與生活，這不是公平，這叫野蠻。

### 反對國光石化與搶救臺灣白海豚
廖本全表示：「台灣環境的容受力有限，不應無限制地支持石化產業的開發，所以，台灣沒有國光石化立足的地方。」他給兩個小孩的床邊故事是白海豚被建築物擋住游不過去的故事。一家人還在床邊用積木做白海豚的障礙物（國光石化），並跟小孩討論：白海豚真的可以轉彎繞過去嗎？如果繞不過去要怎麼辦？

### 反對臺南市區鐵路地下化計畫
2013年8月14日，反台南鐵路東移自救會召集近40位民眾前往民主進步黨中央黨部抗議，要求民進黨主席蘇貞昌不再提名台南市長賴清德競選連任，並砲轟蘇貞昌一手聲援大埔事件、一手放任民進黨執政縣市製造「南方大埔」的兩手策略「媲美馬吳」；廖本全怒批，臺南市區鐵路地下化計畫正在檢驗，等待重返執政的民進黨是不是跟現在執政的中國國民黨一樣，台灣是不是只剩「拆人民家園的政黨」；廖本全更直言，從台南市政府的作為來看，「民進黨與國民黨一模一樣，就是把《土地徵收條例》拿來作為最好用的工具、對付人民的武器」；廖本全帶領抗議群眾高喊「地鐵不東移，人民保家園」，呼籲蘇貞昌出來接見抗議群眾，「蘇貞昌主席無可遁逃，必須要面對這件事」。民進黨副秘書長林育生稱本案為與大埔事件不同的「技術問題」，並稱鐵路東移是大部分台南人的期待；此言引發抗議群眾不滿，林育生改口「我從來沒講過鐵路東移是技術問題」，廖本全立即拿出筆記本駁斥林育生「你就是這樣講」，林育生回應「若表達有閃失，願意道歉」。
2013年8月15日，廖本全接受新頭殼專訪時說，本案中，政府強徵人民的土地，卻把台灣鐵路管理局原本的土地拿來活化、賺錢，這就是不公不義，「說南鐵東移案是『南部大埔』一點都不過分」，台南市政府還大言不慚表示本案沒有土地問題，這顯示了民進黨與台南市政府都很可怕、只把土地徵收當成工具、根本不知道什麼是「土地正義」，本案與大埔事件「本質上一模一樣」。主持人問廖本全，這是否是民進黨近來在社會運動被邊緣化的原因。廖本全說，民進黨做為台灣的重要反對黨，最近卻只能「附和」公民要求，沒有任何主動的政治行動來聲援公民運動；如此一來，社運團體已逐漸對民進黨沒有期待，邊緣化不但是一個過程，若民進黨再不醒覺，這個過程將會持續下去，甚至「讓民進黨消失在台灣政壇」。廖本全還說，社運團體能信任在野的民進黨，相信民進黨會支持社運的主張；至於民進黨執政後是否還會堅持、落實這些理念，他完全沒有信心。
2013年8月23日，廖本全說，本案與大埔事件的問題癥結都在於「《土地徵收條例》無法約束徵收行為，反成徵收者的好用工具」；大埔事件的區段徵收，被徵收後可領回的抵價地不到原有40%；本案的一般徵收，雖依市價給予補償金，卻由未必具土地估價專業的台南市政府人員評估市價，他主張應由第三方公正估價師評估市價。

### 反對國共黑箱服貿
在318青年佔領立法院後的太陽花學運中，廖本全在青島東路現場演說時痛批「只能審不能改」的協議不叫「兩岸服貿協議」，而是以台灣未來當成犧牲品的「國共協議」。他指出：一個負責任的政府在訂定協議前應進行影響衝擊評估，但馬政府不僅沒做，還要立法院背書，用盡各種方法自欺欺人，但服貿就是用經濟手段達到中國國民黨與中國的政治目的，「可恥！可惡！可恨！」

## 外部連結
- 廖本全，國立臺北大學公共事務學院不動產與城鄉環境學系
- 命土悲歌 廖本全部落格 （页面存档备份，存于）
- 地球公民基金會 （页面存档备份，存于）（繁體中文）
- 地球公民基金會 （页面存档备份，存于）, Facebook